# Fase final da Copa Libertadores da América de Futebol Feminino de 2022
A fase final da Copa Libertadores da América de Futebol Feminino de 2022 compreendeu as disputas de quartas de final, semifinal e final e foi disputada entre 22 e 28 de outubro. As equipes se enfrentam em jogos eliminatórios de mata-mata em cada fase, e a que saiu vencedora se classificou para as fases seguintes.

## Critério de desempate
Em caso de igualdadade de pontos ao final das quartas de finais, semifinais e/ou final, será executado uma série de cobranças de pênaltis de acordo com as regras estipuladas pela FIFA para a definição do vencedor.

## Equipes classificadas
Ao final da segunda rodada da fase de grupos já haviam seis equipes classificadas para as quartas de finais do torneio, sendo elas: América de Cali, Boca Juniors, Deportivo Cali, Ferroviária, Palmeiras e Universidad de Chile. As duas últimas vagas foram decididas após a terceira rodada, uma ficando com o Corinthians e a outra com o Santiago Morning.
| Grupo | Líderes de grupo | Vice-líderes de grupo |
| ----- | ---------------- | --------------------- |
| A     | Deportivo Cali   | Corinthians           |
| B     | Boca Juniors     | Ferroviária           |
| C     | Palmeiras        | Universidad de Chile  |
| D     | América de Cali  | Santiago Morning      |

## Esquema
|  | Quartas de final                    | Quartas de final                    |                                     |                 | Semifinais     | Semifinais |  |  | Final                               | Final |
|  |                                     |                                     |                                     |                 |                |            |  |  |                                     |       |
|  | 22 de outubro – Estádio Paz Delgado |                                     |                                     |                 |                |            |  |  |                                     |       |
|  |                                     |                                     |                                     |                 |                |            |  |  |                                     |       |
|  | Deportivo Cali                      | 2                                   |                                     |                 |                |            |  |  |                                     |       |
|  | Deportivo Cali                      | 2                                   | 25 de outubro – Estádio Paz Delgado |                 |                |            |  |  |                                     |       |
|  | Ferroviária                         | 1                                   |                                     |                 |                |            |  |  |                                     |       |
|  | Ferroviária                         | 1                                   | Deportivo Cali                      | 1 (0)           |                |            |  |  |                                     |       |
|  | 22 de outubro – Estádio Paz Delgado |                                     | Deportivo Cali                      | 1 (0)           |                |            |  |  |                                     |       |
|  |                                     | Boca Juniors                        | 1 (3)                               |                 |                |            |  |  |                                     |       |
|  | Boca Juniors                        | Boca Juniors                        | 1 (3)                               | 2               |                |            |  |  |                                     |       |
|  | Boca Juniors                        |                                     | 28 de outubro – Estádio Paz Delgado | 2               |                |            |  |  |                                     |       |
|  | Corinthians                         | 1                                   |                                     |                 |                |            |  |  |                                     |       |
|  | Corinthians                         | 1                                   | Boca Juniors                        | 1               |                |            |  |  |                                     |       |
|  | 23 de outubro – Estádio Paz Delgado |                                     | Boca Juniors                        | 1               |                |            |  |  |                                     |       |
|  |                                     | Palmeiras                           | 4                                   |                 |                |            |  |  |                                     |       |
|  | Palmeiras                           | Palmeiras                           | 4                                   | 2               |                |            |  |  |                                     |       |
|  | Palmeiras                           | 26 de outubro – Estádio Paz Delgado |                                     | 2               |                |            |  |  |                                     |       |
|  | Santiago Morning                    | 1                                   |                                     |                 |                |            |  |  |                                     |       |
|  | Santiago Morning                    | 1                                   | Palmeiras                           | 1               | 3° lugar       | 3° lugar   |  |  |                                     |       |
|  | 23 de outubro – Estádio Paz Delgado |                                     | Palmeiras                           | 1               | 3° lugar       | 3° lugar   |  |  |                                     |       |
|  |                                     | América de Cali                     | 0                                   |                 |                |            |  |  |                                     |       |
|  | América de Cali(pen)                | América de Cali                     | 0                                   | 1 (4)           | Deportivo Cali | 0          |  |  |                                     |       |
|  | América de Cali(pen)                |                                     |                                     | 1 (4)           | Deportivo Cali | 0          |  |  |                                     |       |
|  | Universidad de Chile                | 1 (2)                               |                                     | América de Cali | 5              |            |  |  |                                     |       |
|  | Universidad de Chile                | 1 (2)                               |                                     |                 | 5              |            |  |  |                                     |       |
|  |                                     |                                     |                                     |                 |                |            |  |  | 28 de outubro – Estádio Paz Delgado |       |
|  |                                     |                                     |                                     |                 |                |            |  |  |                                     |       |

## Quartas de final
| 22 de outubro | Boca Juniors            | 2 –1      | Corinthians | Estádio Rodrigo Paz Delgado, Quito |
| 14:30 (UTC−5) | Núñez 23' · Palomar 75' | Relatório | Adriana 34' | Árbitro: VEN Emikar Calderas       |

| 22 de outubro | Deportivo Cali        | 2 –1      | Ferroviária     | Estádio Rodrigo Paz Delgado, Quito |
| 17:15 (UTC−5) | Guerra 46' · Bahr 89' | Relatório | Rafa Mineira 8' | Árbitro: ARG Laura Fortunato       |

| 23 de outubro | América de Cali    | 1–1       | Universidad de Chile | Estádio Rodrigo Paz Delgado, Quito |
| 14:30 (UTC−5) | Fuentes 37' (g.c.) | Relatório | López 45+2'          | Árbitro: BRA Edina Alves Batista   |

|                                        |       | Penalidades                     |  |
| Usme Zamorano Castellanos Vidal Pineda | 4 − 2 | Gutiérrez Sánchez Keefe Pinilla |  |

América de Cali venceu por 4–2 na disputa de pênaltis.
| 23 de outubro | Palmeiras                     | 2–1       | Santiago Morning | Estádio Rodrigo Paz Delgado, Quito |
| 17:15 (UTC−5) | Katrine 83' · Day Silva 90+6' | Relatório | Acuña 72'        | Árbitro: PAR Helena Cantero        |

## Semifinal
| 25 de outubro | Boca Juniors | 1 – 1       | Deportivo Cali | Estádio Rodrigo Paz Delgado, Quito |
|               |              | [Relatório] |                |                                    |

| 26 de outubro | Palmeiras | 1 – 0       | América de Cali | Estádio Rodrigo Paz Delgado, Quito |
|               |           | [Relatório] |                 |                                    |

## Terceiro lugar
| 28 de outubro | Deportivo Cali | 1 – 1       | América de Cali | Estádio Rodrigo Paz Delgado, Quito |
|               |                | [Relatório] |                 |                                    |

## Final
| 28 de outubro | Palmeiras | 4 – 1       | Boca Juniors | Estádio Rodrigo Paz Delgado, Quito |
|               |           | [Relatório] |              |                                    |